# Sathodrilus megadenus
Sathodrilus megadenus är en ringmaskart som beskrevs av Holt 1968. Sathodrilus megadenus ingår i släktet Sathodrilus och familjen Cambarincolidae. Inga underarter finns listade i Catalogue of Life.